# VC Puurs
VC Argex Duvel Puurs – belgijski, męski klub siatkarski z siedzibą w Puurs. Wszystkie mecze rozgrywa w hali Sporthal Vrijhals w Puurs. Klub występuje w rozgrywkach Liga B.